# 1570

## Esdeveniments
Països Catalans
Resta del món
- Felip II ordena l'evacuació de l'illa de Menorca, la qual és frustrada per les protestes dels consellers de Barcelona i la negativa dels menorquins.
- Comença una guerra civil a Escòcia després de l'assassinat del seu regent
- La Inquisició comença a operar al Perú
- Terratrèmol a Xile
- Giordano Bruno afirma que la terra es mou per forces internes
- Publicació de l'Atlas d'Ortelius, el primer de la cartografia moderna

## Naixements
Països Catalans
Resta del món
- 13 de juny - Stuttgart: Paul Peuerl organista i compositor alemany del Barroc.
- Lausana: Guillaume Franc, compositor

## Necrològiques
Països Catalans
Resta del món
- 20 d'octubre - Portugal: João de Barros, primer gran historiador de la gramàtica portuguesa i de Portugal.